# Gunnar Forssell (konstnär)

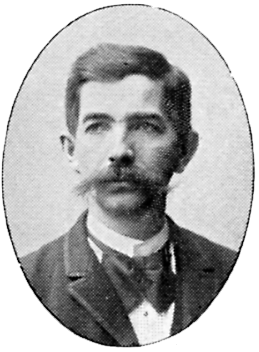
Gunnar Forssell

Gunnar Vidar Forssell, född 11 april 1859 i Ullervads socken, Skaraborgs län, död 9 februari 1903 i Stockholm , var en svensk bildkonstnär (xylograf).

## Biografi
Han var son till mjölnaren Carl Isak Forssell och Beata Andersdotter och från 1886 gift med Ida Aurora Sofia Ekström. Forssell studerade vid konstakademien i Stockholm 1880-1884 och i Köpenhamn 1885, varefter han fick anställning i xylografen Evald Hansens ateljé. Han etablerade en egen xylografateljé  i Stockholm 1880 där han från början specialiserade sig på reproduktioner efter målningar och skulpturer. Han utvecklade en egen gravyrteknik som försökte återge olika materialers karaktärer. Till hans kända och spridda arbeten räknas hans porträtt av kungligherter. Förutom framställning av konstreproduktioner arbetade han med bokillustrationer och hade ett stående uppdrag för samtidens illustrerade publikationer såsom Ny illustrerad tidning och Idun, Svenska Familj-Journalen samt kalendrarna Svea och Nornan. Forssell är representerad vid Nationalmuseum, Kalmar konstmuseum, Uppsala universitetsbibliotek och British Museum.

## Verk

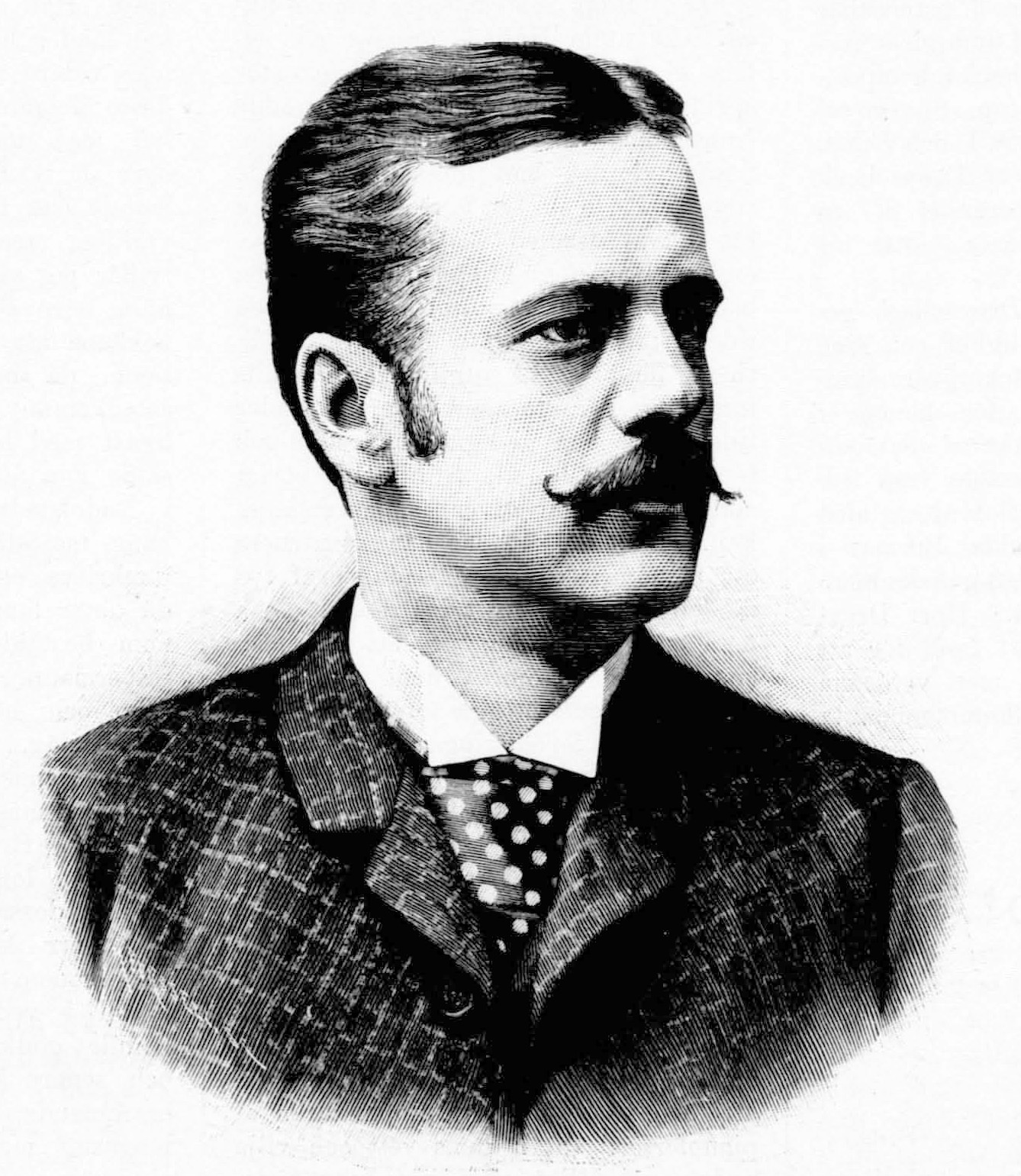
Porträtt av Felix Dreyschock i Svensk musiktidning 1889.
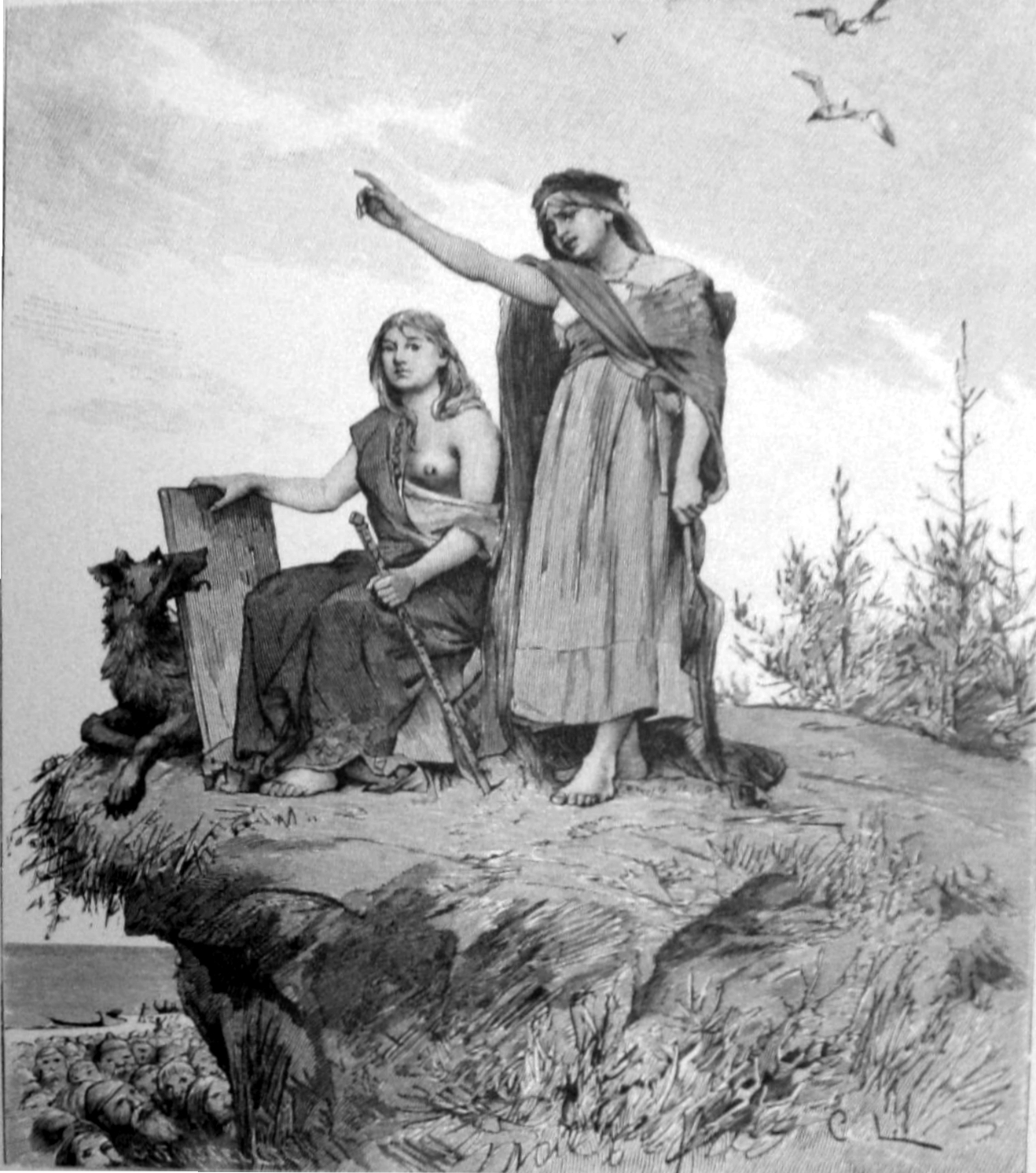
Valorna Groa och Heid efter ett original av Carl Larsson. 1893
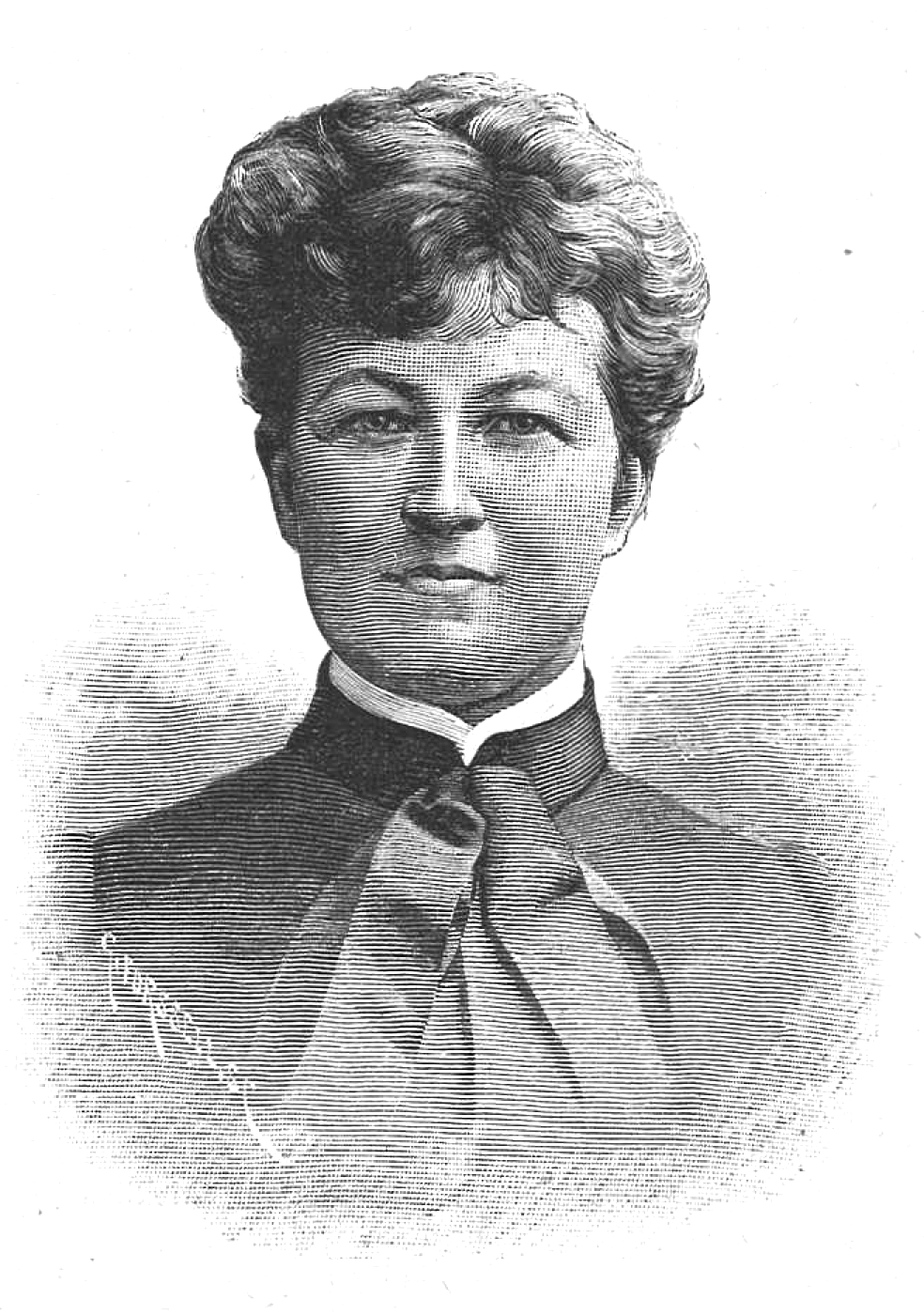
Porträtt av Martina Bergman Österberg i Idun 1890, nr 10
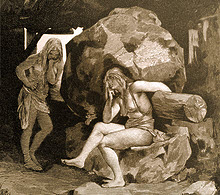
Fenja och Menja vid kvarnen Grotte efter ett original av Carl Larsson.
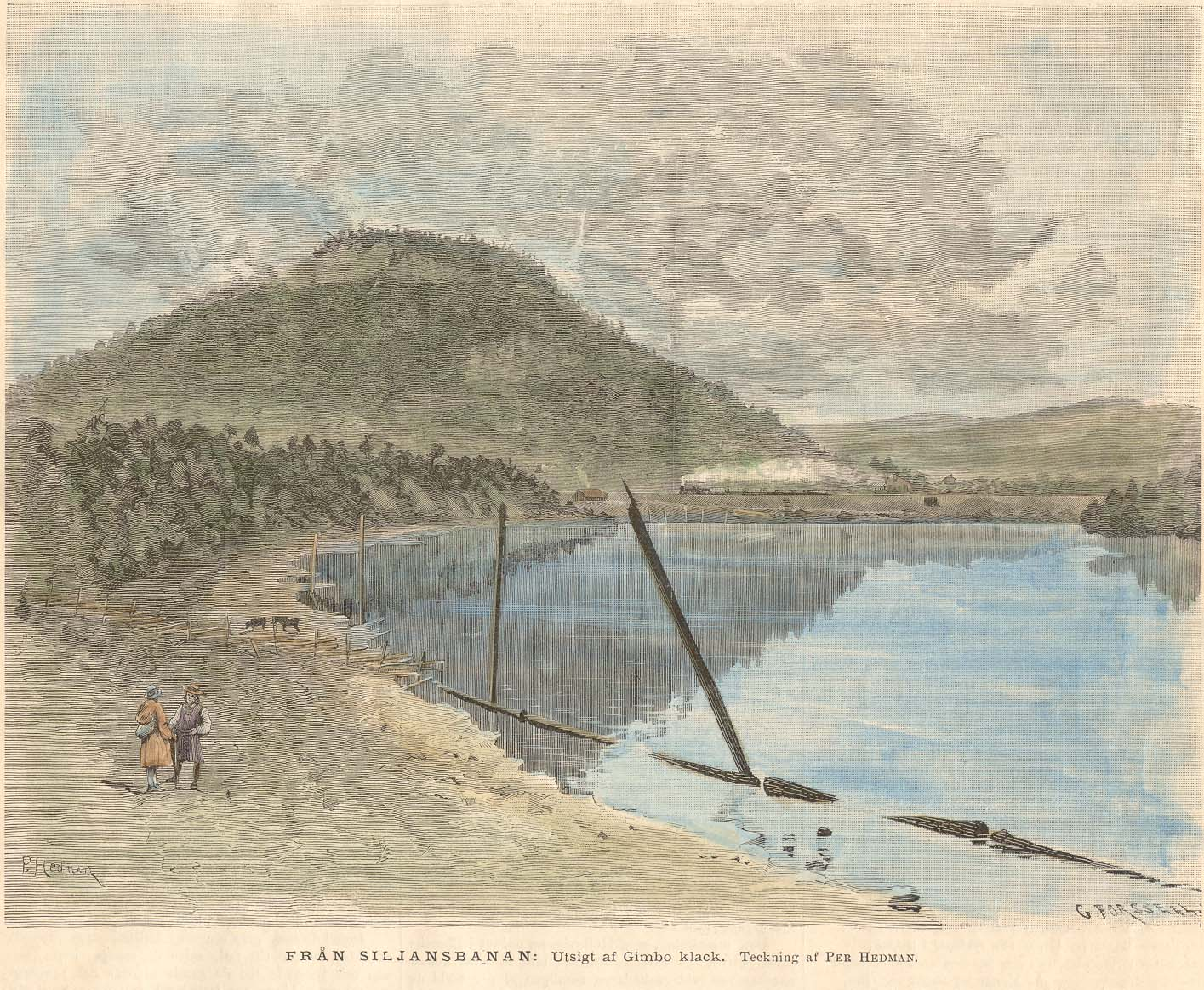
Från Siljansbanan: Utsigt af Gimbo klack. Efter teckning af Pelle Hedman. Handkolorerat autotypitryck. 1884.